# (32297) 2000 QN11
2000 QN11 (asteroide 32297) é um asteroide da cintura principal. Possui uma excentricidade de 0.08636120 e uma inclinação de 15.05576º.
Este asteroide foi descoberto no dia 24 de agosto de 2000 por LINEAR em Socorro.